# Lac Bingaman
Pour les articles homonymes, voir Bingaman.
Le lac Bingaman (en anglais : Bingaman Lake) est un lac américain du comté de Tuolumne, en Californie. Il est situé à 3 396 mètres d'altitude au sein de la Yosemite Wilderness, dans le parc national de Yosemite.